# Championnat de Singapour de football 2023
 (mars 2025).
Navigation
Saison 2022 Saison 2024-2025
La saison 2023 du Championnat de Singapour de football est la quatre-vingt-onzième édition de la première division à Singapour, organisée par la fédération singapourienne sous forme d'une poule unique où toutes les équipes rencontrent trois fois leurs adversaires au cours de la saison. Il n'y a pas de relégation puisque les clubs inscrits sont des franchises, à l'image de ce qui se fait dans les championnats australien ou nord-américain.
À l'issue de la saison, le champion se qualifie pour la Ligue des champions de l'AFC, alors que le vainqueur de la Coupe de Singapour obtient son billet pour la Coupe de l'AFC. Néanmoins, les franchises « étrangères » Albirex Niigata et DPMM Brunei ainsi que les Young Lions ne peuvent pas s'aligner en compétition asiatique pour représenter Singapour.
Après une absence de trois saisons à la suite d'un retrait de la compétition en raison de la pandémie de COVID-19, la franchise de Brunei DPMM Brunei fait son retour dans le championnat.

## Les clubs participants
- Albirex Niigata
- Balestier Khalsa
- Geylang International
- Home United est renommé Lion City Sailors
- Hougang United
- Tanjong Pagar United FC
- Tampines Rovers
- Young Lions
- DPMM Brunei

## Compétition
Le barème de points servant à établir le classement se décompose ainsi :
- Victoire : 3 points
- Match nul : 1 point
- Défaite : 0 point

### Classement
| Rang | Équipe                  | Pts | J  | G  | N | P  | Bp | Bc | Diff |
| ---- | ----------------------- | --- | -- | -- | - | -- | -- | -- | ---- |
| 1    | Albirex NiigataT        | 62  | 24 | 20 | 2 | 2  | 86 | 20 | +66  |
| 2    | Lion City Sailors       | 54  | 24 | 17 | 3 | 4  | 79 | 39 | +40  |
| 3    | Tampines Rovers         | 48  | 24 | 14 | 6 | 4  | 47 | 32 | +15  |
| 4    | Balestier Khalsa        | 36  | 24 | 12 | 0 | 12 | 60 | 71 | -11  |
| 5    | Geylang International   | 33  | 24 | 10 | 3 | 11 | 41 | 52 | -11  |
| 6    | Hougang United          | 29  | 24 | 9  | 2 | 13 | 37 | 57 | -20  |
| 7    | DPMM Brunei             | 23  | 24 | 6  | 5 | 13 | 39 | 43 | -4   |
| 8    | Tanjong Pagar United FC | 21  | 24 | 6  | 3 | 15 | 39 | 62 | -23  |
| 9    | Young Lions             | 5   | 24 | 1  | 2 | 21 | 24 | 76 | -52  |

|  | Champion de Singapour 2022                                     |
|  | Qualification pour la Ligue des champions 2 de l'AFC 2024-2025 |
|  | Qualification pour la Challenge League de l'AFC 2024-2025      |
|  | T : Tenant du titre C : Vainqueur de la Coupe de Singapour     |

- Albirex Niigata,  DPMM Brunei et Young Lions ne peuvent participer à une compétition continentale.

## Bilan de la saison
| Championnat de Singapour de football 2023                             |                            |
| Champion                                                              | Albirex Niigata (6e titre) |
| Coupes et trophées                                                    |                            |
| Vainqueur de la Coupe de Singapour 2023                               | Non disputée               |
| Qualifications continentales                                          |                            |
| Ligue des champions 2 de l'AFC 2024-2025                              | Lion City Sailors          |
| Challenge League de l'AFC 2024-2025                                   | Tampines Rovers            |
| Promotions et relégations                                             |                            |
| Promus en Championnat de Singapour de football                        | Aucun                      |
| Relégués en Championnat de Singapour de football de deuxième division | Aucun                      |